# Gewone wimpelvis
De gewone wimpelvis (Heniochus acuminatus) is een straalvinnige uit de familie van de koraalvlinders. De overheersende kleuren zijn zwart en wit, waarbij de staart, borst en anale vinnen helder geel van kleur zijn. De rugvin is lang en spits uitlopend. Hij komt voor in de Indische en Stille Oceaan. De vis, die vaak in scholen zwemt, lijkt op Heniochus intermedius die echter overwegend geel van kleur is en alleen in de Rode Zee te vinden is.
De gewone wimpelvis voedt zich onder andere met parasieten die op maanvissen leven.